# Усть-Река (Карелия)
Усть-Река — деревня в составе Кривецкого сельского поселения Пудожского района Республики Карелия.

## Общие сведения (настоящее время)
Расположена на северо-западном берегу озера Колодозера, при истоке реки Виксеньга.

В деревне находится полуразрушенная деревянная часовня Макария Желтоводского (около 1850 года постройки).

## Общие сведения (1873 и 1905)
Данный населённый пункт включал в себя две деревни - Доршинская или Дорошинская и Мичуринская, объединённые под общим названием Устрека. 

### Доршинская
Или Дорошинская, согласно Списку населённых мест Олонецкой губернии за 1873 год. В деревне имелось 5 дворов, православная часовня, почтовая и обывательская станции. Население составляло 20 человек. 

По Списку населённых мест Олонецкой губернии за 1905 год — 12 домов, 16 семей. Население составляло 70 человек. Имелось 22 лошади, 24 коровы и 24 же головы прочего скота.

### Мичуринская
На 1873 год — 9 дворов, 74 человека.

На 1905 год — 15 домов, 17 семей. Население — 106 человек. Имелось 22 лошади, 32 коровы и 35 голов прочего скота.

Обе деревни входили в состав Колодозерского общества Колодозерской волости Пудожского уезда Олонецкой губернии, стан первый (1873).

## Население
| 2002 | 2009 | 2010 | 2013 |
| ---- | ---- | ---- | ---- |
| 141  | ↘139 | ↘99  | ↘87  |